# 세체니 다리

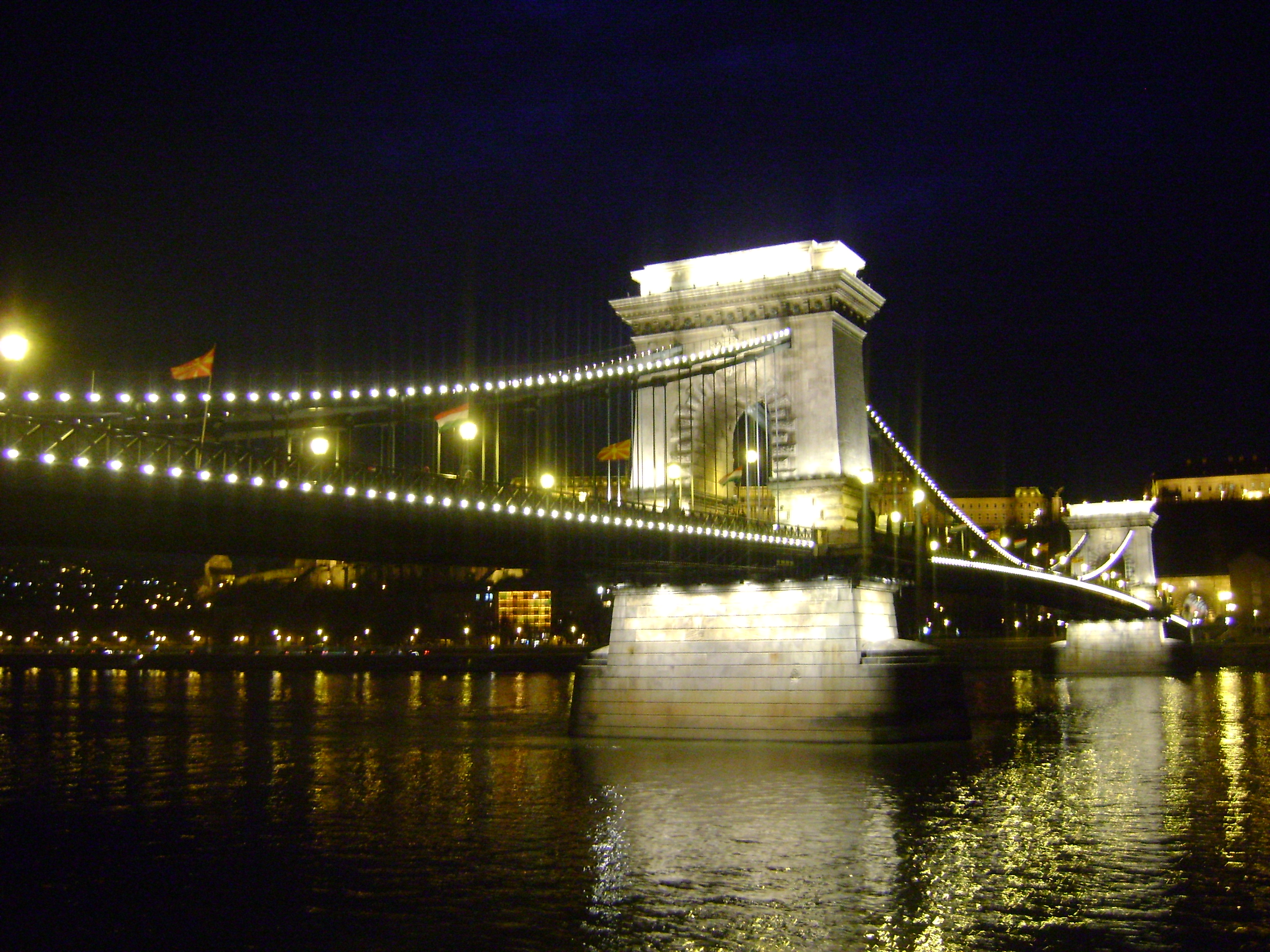
세체니 다리

세체니 다리(헝가리어: Széchenyi Lánchíd [ˈseːt͡ʃeːɲi ˈlaːnt͡shiːd] 세체니 란츠히드[*])는 헝가리의 수도 부다페스트의 서쪽 지구 부더와 동쪽 지구 페슈트 사이에 있는 도나우강에 놓인 현수교이다. 이 다리는 부다페스트의 도나우 강을 가로질러 놓인 최초의 다리이며, 1849년에 개통되었다.
다리의 이름은 다리 건설의 주요 후원자였던 헝가리의 국민적 영웅인 세체니 이슈트반에서 따온 것이다. 템스강의 런던다리를 성공적으로 건설한 영국의 설계기사 클라크(William Tierney Clark)와 건축가 애덤 클라크(Adam Clark)를 초빙해 건설하였다. :636 건설 당시만 해도, 세계에서 경이로운 다리로 여겨졌다. 세체니 다리는 헝가리의 경제와 국민 생활에 매우 중요한 요소이다. 장식물들과 구조는 주철로 만들었으며, 잔잔한 기품과 안정적인 모습을 발산하여 유럽에서 가장 아름다운 산업 건축물 가운데 하나로 손꼽힌다. 세체니 다리는 진보, 국민의 각성 그리고 동쪽 지구와 서쪽 지구를 한데 묶어주는 상징물이 되었다.
밤이 되면, 380m의 케이블로 이어진 수 천개의 전등이 도나우 강의 수면을 비춘다.